# Клетка для чудаков
«Клетка для чудаков» (фр. La Cage aux folles) (вариант — «Клетка для чудиков» / «Клетка для безумцев») — фильм режиссёра Эдуара Молинаро, экранизация пьесы Жана Пуаре.
Фильм стал лауреатом премии «Золотой глобус» в категории «Лучший иностранный фильм» (1980).
По состоянию на 2019 год, «Клетка для чудаков» продолжает входить в десятку самых успешных неанглоязычных фильмов, выходивших в американский прокат.

## Сюжет
В Сен-Тропе живут два пожилых гомосексуала, у одного из которых есть сын гетеросексуальной ориентации. Он собирается жениться на девушке из приличной семьи, отец которой является одним из руководителей партии морального порядка. Если её родители узнают о сексуальной ориентации отца жениха, произойдёт большой скандал…

## В ролях
- Уго Тоньяцци — Ренато Бальди
- Мишель Серро — Альбен (Заза Наполи)
- Реми Лоран — Лоран, сын Ренато
- Клер Морье — Симона Деблон, мать Лорана
- Кармен Скарпитта — Андреа Шарье, невеста Лорана
- Мишель Галабрю — Симон Шарье, отец Андреа
- Луиза Манери — Адриана Шарье, мать Андреа
- Бенни Люк — Жакоб, слуга Ренато и Альбена
- Венантино Венантини — шофёр Шарье
- Гвидо Чернилья – врач

## Съёмочная группа
- Авторы сценария:
  - Франсис Вебер
  - Эдуар Молинаро
  - Марчело Данонн
  - Жан Пуаре
- Режиссёр: Эдуар Молинаро
- Композитор: Эннио Морриконе
- Оператор-постановщик: Армандо Наннуцци
- Художник-постановщик: Марио Гарбулья
- Художник-постановщик: Амбра Данон
- Продюсер: Марселло Данон

## Премии и награды
- 1980 Номинации премии «Оскар» в категориях:
  - «Лучший режиссёр» (Эдуар Молинаро)
  - «Лучший адаптированный сценарий» (Франсис Вебер, Эдуар Молинаро, Марчело Данонн, Жан Пуаре)
  - «Лучший дизайн костюмов» (Пьеро Този и Амбра Данон)
- 1980 Лауреат премии «Золотой глобус» в категории «Лучший иностранный фильм»